# Lithophane angulata
Lithophane angulata är en fjärilsart som beskrevs av Johann August Ephraim Goeze. Lithophane angulata ingår i släktet Lithophane och familjen nattflyn. Inga underarter finns listade i Catalogue of Life.